# 丹尼爾斯縣
丹尼爾斯縣（英語：Daniels County）是美國蒙大拿州東北部的一個縣，北鄰加拿大沙士吉萬。面積3,695平方公里。根据美國2000年人口普查，共有人口2,017人。治所斯科比 (Scobey)。
成立於1920年8月30日。縣名紀念建立縣城的Mansfield Daniels。